# Тимофеев, Виктор Дмитриевич
Ви́ктор Дми́триевич Тимо́феев (род. 18 октября 1925, Кирсанов, Тамбовская губерния, СССР) — советский и российский философ, специалист по социальной философии. Доктор философских наук (1972), профессор. Один из авторов «Атеистического словаря».

## Биография
Родился 18 октября 1925 года в Кирсанове Тамбовской губернии.
В 1948 году окончил экономический факультет Московского авиационного института.
В 1951 году окончил аспирантуру по кафедре философии Московского областного педагогического института. В 1953 году та же защитил диссертацию на соискание учёной степени кандидата философских наук по теме «И. В. Сталин о содружестве науки и производства».
В 1951—1960 годах — старший преподаватель кафедры философии Московского областного педагогического института.
В 1960—1967 — доцент кафедры истории и теории научного атеизма философского факультета МГУ имени М. В. Ломоносова.
В 1967—1992 годах — профессор и заместитель заведующего кафедрой научного коммунизма, а также учёный секретарь Академии общественных наук при ЦК КПСС и заместитель директора Института религиоведения Академии общественных наук при ЦК КПСС.
В 1972 году в Академии общественных наук при ЦК КПСС защитил диссертацию на соискание учёной степени доктора философских наук про теме «Идеологические проблемы вовлечения верующих трудящихся в борьбу за социальный прогресс».
Участвовал теоретической и практической разработке вопросов свободы совести в качестве эксперта в работе Комиссии Верховного Совета СССР по подготовке закона СССР «О свободе совести и религиозных организациях» 1990 года.
С 1993 года — основатель и директор Ломоносовской школы.
Автор более 100 научных работ посвящённых вопросам религии и политики, религии и нравственности, а также свободе совести.

## Научная деятельность
Занимался научной разработкой концепции соотношения нравственных и политических взглядов верующих с религиозными верованиями, полагая что религиозные убеждения отдельно взятого человека сами по себе не являются определяющими ни для нравственных, ни для политических принципов. В то время как религиозность человека может быть использована в качестве орудия воздействия на его поведение и взгляды. Хотя и подобного рода воздействие имеет самую разную направленность и прямо противоположные последствия. Обращение к религиозным догмам, наряду с социальной пассивностью, возможно для того, чтобы обосновать необходимость революционных преобразований. Поэтому Тимофеевым выла предложена марксистская типология идей христианского социализма, включающая и феодальную, и буржуазную и пролетарскую его разновидности. Он критиковал в своих работах имевшее широкое хождение 1960-х годах пропагандистское утверждение о несовместимости атеистических и религиозных морально-нравственных принципов. Тимофеев считает, что в марксистская концепция свободы совести в СССР как для атеистов, так и для верующих, в целом была правильная, но не проводилась на практике.

## Научные труды

### Монографии
- Тимофеев В. Д. Наука и религия / М-во высш. и сред. спец. образования РСФСР. Науч.-метод. кабинет по заоч. и вечернему обучению Моск. гос. ун-та им. М. В. Ломоносова. — М.: Издательство Московского университета, 1963. — 64 с.
- Тимофеев В. Д. О сотрудничестве атеистов и верующих в борьбе за коммунизм / Науч.-метод. совет по пропаганде атеизма при Правл. Всесоюз. о-ва «Знание». Кафедра истории и теории атеизма МГУ. — М.: Знание, 1967. — 25 с.
- Тимофеев В. Д. Социальные принципы коммунизма и религии. — М.: Мысль, 1969. — 207 с.
- Тимофеев В. Д. Религия, верующие, жизнь. — М: Политиздат, 1974. — 62 с.
- Тимофеев В. Д. Марксистско-ленинское учение о свободе совести. — М.: Знание, 1983. — 64 с.
- Тимофеев В. Д. Ленинские принципы политики в отношении религии, церкви, верующих. — М.: Знание, 1987. — 64 с.

### Учебные пособия
- Основные вопросы научного атеизма / Моск. ордена Ленина и ордена Трудового Красного Знамени гос. ун-т им. М. В. Ломоносова. Кафедра истории и теории атеизма; Под ред. проф. И. Д. Панцхава. — М.: Мысль, 1966. — 333 с.
- Теория и практика научного атеизма: Учебное пособие для высших партийных школ / Л. А. Баширов, В. А. Зоц, Ю. П. Зуев и др.; Редкол.: В. И. Гараджа (отв. ред.) и др. — М.: Мысль, 1984. — 236 с.
- История и теория атеизма: Учебное пособие вузов / Г. Л. Баканурский, Ю. Ф. Борунков, В. В. Винокуров и др.; Редкол.: М. П. Новиков (отв. ред.) и др.; Моск. гос. ун-т им. М. В. Ломоносова, Кафедра истории и теории атеизма и религии. — 3-е изд., дораб. — М.: Мысль, 1987. — 476 с.

### Статьи
- Тимофеев В. Д. Критика некоторых положений теологического антикоммунизма. // Проблемы научного коммунизма. Вып. 3. — М. Мысль, 1969. — С. 289—324
- Тимофеев В. Д. Особенности религии как социально-исторического явления // Атеизм и религия в современной борьбе идей: сборник статей. — К.: Политиздат Украины, 1975. — 490 с.
- Тимофеев В. Д. Некоторые теоретические вопросы повышения социальной активности верующих в условиях социализма // Актуальные вопросы атеистического воспитания / науч. ред. д-р филос. наук В. Д. Тимофеев; сост.: А. И. Артемьев, А. А. Сулацков. — Алма-Ата: Казахстан, 1976. — С. 49—62. — 359 с. 19000 экз.

### Научная редакция
- Свобода совести в социалистическом обществе : Сб. статей / Акад. обществ. наук при ЦК КПСС, Ин-т науч. атеизма; Отв. ред. В. Д. Тимофеев. — М.: АОН при ЦК КПСС, 1979. — 151 с.

## Публицистика
- Курочкин П. К., Тимофеев В. Д. Свобода совести и атеистическое воспитание // Правда, 30.09.1979.